# Sinfest
Sinfest es un webcómic escrito y dibujado por el artista de tiras cómicas Tatsuya Ishida. La primera tira apareció el 17 de enero de 2000 en la página web de Sinfest, aunque fue impresa el 16 de octubre de 1991 en el periódico de la Universidad de California, donde Ishida se encontraba. El 9 de julio de 2006, el sitio web de Sinfest recibió un nuevo diseño y se convirtió en autopublicado, no siendo más miembro de Keenspot.
Con 8959 tiras en la actualidad, Sinfest tiene una temática de comedia basada en la naturaleza humana y sus características, tales como amor, sexo, roles de género, adicciones y sobre todo religiones, teniendo numerosas referencias y bromas teológicas y una constante sátira de la religión.

## Personajes

### Slick
Slick es el protagonista de la tira cómica. Basado parcialmente en Calvin de Calvin y Hobbes, Slick es un joven de corta estatura con cabello rubio erizado y gafas de sol permanentes. Aunque se dice que tiene entre 14 y 21 años, es muchas veces visto consumiendo alcohol y viendo pornografía, sugiriendo que tiene más edad de la que aparenta. Es un personaje cínico, indiferente y mujeriego, lo que ocasiona numerosos gags.
En las primeras tiras, Slick realiza una petición al Diablo para vender su alma, solicitud que permanece pendiente por años debido a varias circunstancias. La eterna lucha moral de Slick con su lujuria le ha hecho ser enviado varias veces al infierno, pero siempre consigue escapar, sea por sus propios medios o con la ayuda de otros personajes. Mientras que siempre intenta adoptar estándares morales elevados, frecuentemente se halla enfrentándose a tentaciones de dinero y sexo preparadas específicamente para él por el Diablo y sus dos súcubos. La auténtica moralidad de Slick es debatible, ya que su línea moral fluctúa continuamente, haciéndole un personaje más tridimensional que en las primeras tiras.
Gran parte del humor de las primeras tiras gira alrededor de los fútiles intentos de Slick de convencer a Monique de tener sexo con él, aunque en tiras más recientes se muestra que tiene auténticos sentimientos por ella. Slick tiene la costumbre de realizar súbitas propuestas románticas a toda mujer que encuentra, usualmente con poco resultado. Con el paso del tiempo, comienza a tener más éxito con estos intentos y algunas de estas mujeres expresan interés en él (la poesía de Slick recibe generales elogios por parte de ellas, excepto de Monique), pero se denota que Slick no tiene las habilidades para aprovechar estas oportunidades; cuando no, es Monique la que frustra sus intentos. En una ocasión, cuando él y Monique están sentados en el banco de un parque mientras ella comenta sobre gente al azar que pasa ante ellos, una pareja idéntica a Slick y Monique aparece, lo que arranca a Slick un comentario desagradable sobre la antigua personalidad de Monique y su actual dominante y enérgica actitud; a ello, Monique replica que le enfurece la incapacidad del chico de entender todo lo que ella ha cambiado con los años y lo profundo de su amistad. Esto implica que Slick tiene cierta antipatía por los más insoportables aspectos de la personalidad de Monique.
En agosto de 2009, Slick recupera un ordenador portátil, el "Slickbook", durante una visita al infierno. Desde entonces, el portátil toma una personalidad independiente y se convierte en algo similar una mascota para Slick. Tiempo después, cuando Slick pierde todas sus expectativas vitales y su deseo de vivir y es enviado al Infierno por ello, el Slickbook le sigue y le muestra lo mucho que sus amigos le quieren, reavivando su voluntad de vivir.
Slick tiene varios alter egos, como Wasabi the Pimp-Ninja, Slick D. Sexington, Slick Daddy y Uranus the Beat Poet. La tira cómica se centra en Slic, ya que tiende a interactuar con la mayoría de personajes más que ninguno de ellos con el resto.
- La corbata que Slick viste inicialmente desaparece después de la tira 3303, solo volviendo en las 3309, 3322 y 3325. Tras ello Slick no aparece más con ella.
- Slick es visto a veces intentando escribir en su ordenador sobre temas de lo más diverso, como teorías de la conspiración sobre el club Bilderberg y los Illuminati.[5]

### Monique
Monique es una amiga de Slick, así como su principal interés romántico. Comparte la mayoría de los intereses de Slick, como la dominación del mundo y el sexo, y tiene hobbies como realizar protestas políticas por la libre expresión u la paz en el escenario de un café y gritar demandas a Dios desde una colina. Monique interpreta una definición personal más literalmente que Slick; un gag típico es ella vestida como algún aspecto particular de sí misma y actuar de acuerdo con ellos. Su lucha moral, análoga a la de Slick, suele ser representada como una batalla entre personificaciones del anticonsumismo y zapatos de moda igualmente personificados. Así mismo, Monique posee una casi sobrenatural habilidad de gastar bromas a hombres con su sex appeal, algo que ella describe a Fuchsia y Baby Blue como "el arte del amor".
Monique es una chica atractiva que, en palabras de Slick, tiene "sólo algunas cualidades de fulana, lo que es en el fondo". Ocasionalmente Monique se muestra superficial y vana, pero también tiene un lado reflexivo e inseguro. Este lado se ha ido desarrollando desde el inicio de la serie, donde al principio se la presentaba como franca y extrovertida.
Con los años, Monique ha ido adoptando una postura cínica sobre el comportamiento de los hombres, y su propia contribución a ello. Ella es soltera, y varias tiras implican que tiene una actividad sexual promiscua, pero este aspecto desaparece más tarde cuando es referida solo como con gusto por embromar a los hombres. Monique está en general muy orgullosa de su cuerpo, y lo muestra en todas las ocasiones posibles, posando y llevando ropa ajustada y dejando partes al desnudo. A menudo admite que le encanta la atención, y hace todas estas cosas para atraerla sobre sí. Al igual que Slick en sus interacciones con mujeres, Monique parece sentirse atraída por cualquier hombre que vea -excepto Slick-, aunque el temperamento lascivo de muchos de estos individuos han hecho que sospeche de ellos.
Más avanzada la serie, Monique muestra un mayor conocimiento social. Esto se refleja en decisiones como hacerse vegana (aunque con lapsos ocasionales) y mostrar un lado liberal, luchando por la justicia social y criticando a los súcubos por su falta de sindicalización. Además, Monique nunca parece tener conciencia de los efectos que sus bromas subidas de tono generan en los hombres, comenzando con un inocente flirteo que sube paulatinamente de tono y reaccionando violentamente contra la lógica reacción del otro a esto. Cuando se da cuenta, se sorprende de verdad y niega vehementemente tener nada que ver con el Diablo y sus motivaciones. Sin embargo, tiras posteriores muestran que Monique olvida su lado juguetón y se centra en sus problemas de imagen, sintiéndose a menudo frustrada por la falta de madurez de Slick.
Aunque Slick y Monique son frecuentemente vistos como uno resultando insufrible al otro -Monique sirve como contrapeso al inflado ego de Slick-, siguen siendo amigos y parecen gustar realmente de estas bromas. Varios de los comentarios y acciones de Slick hacia Monique son de naturaleza sexual, pero se denota que dependen el uno del otro para compañía y diversión, a pesar de la tendencia de Slick de frustrar a la chica con su falta de madurez y de la visión que tiene él de Monique sobre su temperamento algo abusivo.
A diferencia de Slick, ella se muestra menos amigable con el Diablo y tiene una mejor relación con Dios, aunque resulta extremadamente crítica con él y sus ángeles Ezekiel y Ariel.
Algunas tiras sugieren que Monique alberga sentimientos por Slick también, o al menos una faceta posesiva hacia él. Un ejemplo implica a Slick teniendo una conversación con una chica que parece realmente interesada en él, lo que produce que Monique actúe de forma celosa y constate con indignación que la chica está hablando con "su Slicky". También, cuando Slick y Monique escriben sus propias historias, en el último panel aparecen sentados a ambos lados de un árbol, con una marca en la corteza que dice "S+M" dentro de un corazón; esta marca parece haber sido hecha por Monique, dado que la altura a la que está situada hace difícil que Slick, con su baja estatura, pueda llegar hasta ahí.
- Monique usa el nombre artístico de It-Girl en los cafés.
- Monique tiene un rol de hermana mayor hacia Criminy, siendo muy protectora con él.[13]

### Criminy
Criminy es un inteligente y reflexivo joven con gafas que frecuentemente actúa como la única voz de la razón en la serie. Criminy es tímido, educado e inocente y resuelto a la par. Habla de modo refinado, llamando a otros personajes como "Ms. Monique" y "Sir". A pesar de su actitud seria, parece ser un gran breakdancer, algo que los demás personajes desconocen. Probablemente debido a su naturaleza cortés y afable -antagónica al egocéntrico temperamento mujeriego de Slick-, Criminy parece ser muy atractivo para otras mujeres, pero su ánimo inocente le impide involucrarse románticamente o percatarse de las intenciones de ellas.
Desde verano de 2006, Criminy es visto mayoritariamente en un construcción similar a una trinchera hecha enteramente de libros, situada al lado de un árbol. El propósito de esta fortificación, simbólica o no, es aparentemente escudarle de los males del mundo. Comúnmente, Criminy cuestiona a Dios de un modo objetivo pero inquisitivo. A pesar de su personalidad suave, Criminy no es demasiado cobarde, y cuando se encuentra con el Diablo y sus subordinados muestra preocupación o ligera inquietud.
Adentrada la serie, Fuchsia se enamora de Criminy y lo visita en numerosas ocasiones, simpatizando con él a pesar de su naturaleza diabólica. La chica gusta de acurrucarse a él mientras leen alguno de los libros de Criminy bajo el árbol, implicando que él también gusta de su presencia, aunque se muestra ligeramente incómodo o sin saber muy bien cómo reaccionar a esta cercanía. Esta relación resulta en una evolución para ambos personajes, ya que mientras Fuchsia comienza a cuestionar su rol como súcubo, Criminy comienza a mostrar determinación, protegiendo a la chica de los prejuicios de Seymour y de sus intentos por alejarla del chico. En una ocasión, Criminy cava un túnel hasta el infierno para reunirse con ella después de que Fuchsia se hubiese recluido allí a causa de las hirientes críticas de Seymour. Recientemente, Criminy ha sido visto esforzándose por domar un agresivo libro con vida propia y grandes colmillos regalado por Fuchsia al que ha puesto por nombre Tomey, aunque luego el diablo reclama el libro y le dice que su verdadero nombre es Malevolum.
- Inicialmente, Criminy llevaba pajarita y un peinado clásico de raya al medio, pero con el tiempo estos rasgos fueron descartados por Ishida.
- La palabra "Criminy" designa una leve blasfemia coloquial inglesa.

### Squigley
Squigley es un cerdo antropomorfo amigo de Slick. Aunque casi siempre aparece con él, también se relaciona con Criminy y Monique. Squigley es el único animal parlante de Sinfest, algo que nadie de los demás personajes encuentra raro, pero a lo que aluden de vez en cuando.
En directo contraste con Criminy, Squigley es un personaje extremadamente rudo y vicioso. Machista declarado, Squigley empequeñece a las mujeres con estereotipos sexistas continuamente y sin pudor, despertando la ira de algunos otros personajes y provocando más de un gag. Parte de esta visión incluye vestirse de mujer para parodiar los roles de género femeninos y a otros personajes, como Monique o incluso Sarah Palin. Al igual -o más- que Slick, Squigley es adicto a la pornografía y al alcohol, y es un empedernido fumador de marihuana; gran parte de sus apariciones se limitan a una visión psicodélica de él volando sobre su sofá. Junto con ello, Squigley consume hongos alucinógenos; de hecho, cualquier hierba o planta le sirve para fumar, como muérdago, trébol y flores. Todos estos elementos hacen de Squigley un personaje mayormente cómico.
En algunas ocasiones, Squigley se ha hecho llamar Notorious P.I.G. y Tonkatsu the Pig Ninja.

### Dios
Dios es mostrado en Sinfest como una mano surgiendo de una nube, sin más características, y siempre llevando una marioneta de guante representando a algún personaje. Normalmente estas marionetas son una visión muy poco elaborada de esos personajes, rozando la parodia; además, su marioneta representando al Diablo parece intencionalmente ridícula.
Dios se comunica con los personajes de forma indirecta, haciendo uso sobre todo de sus marionetas, aunque alguna vez ha hablado por sí mismo; cuando eso ocurre, sus palabras aparecen escritas en letra gótica. Por lo general, sus conversaciones con el resto de personajes ocurren con ellos sentados o de pie en una colina ante él. Dios, a pesar de rol teóricamente solemne, no es demasiado serio, y es visto muchas veces realizando monólogos o sketch satíricos con sus marionetas para entretener a otros personajes; cuando se le pregunta, responde dentro de la representación, saliendo de personaje muy raramente. Slick y el Dragón han intentado seguirle el juego con sus marionetas para insultarlo directamente y ver si se muestra realmente como es, pero sus intentos no han tenido éxito. Dios hace su aparición cuando un personaje requiere su presencia a través de una pregunta declamada o una oración de algún tipo. Una excepción es el Diablo, a quien Dios aborda por sí mismo para lanzarle alegremente preguntas molestas sin provocación directa.
Con la excepción de Seymour, ningún personaje parece especialmente impresionado con la habilidad de conversar con Dios, ni Dios parece ofendido por todo lo que le puedan decir. En particular, Slick usa una forma de hablar muy relajada e informal con él.

### El Diablo
El Diablo es representado en Sinfest como un personaje de talla humana, con cuernos, perilla y cola, usualmente ataviado con caros trajes negros. Su presencia es refinada y elegante, en una reminiscencia de Mefistófeles, aunque su actitud general suele ser despreocupada y más bien indiferente. Suele pasear por la Tierra conversando con gente, casi siempre para intentar atraerles al infierno, con distintos grados de éxito. Un gag típico consiste en un personaje formulando una pregunta teológica y siendo respondido de forma aparentemente casual por el Diablo, quien a pesar de ello raramente da una respuesta directa; por lo general, su explicación consiste en un inespecífico monólogo en el que se desvía inevitablemente hacia una exposición de todas las malas acciones que ha cometido. A pesar de todo ello, la representación personal del Diablo es muy poco seria, mostrando unas características y una visión particular del mundo nada propias de su papel. Por ejemplo, le gusta salir a cazar ángeles con escopeta y usando a su perro tricéfalo Cerbero a modo de perro de caza, aunque no muestra muchos logros en esta ocupación. Además, al contrario a lo que se esperaría de sus gustos, es fan de My Little Pony: Friendship is Magic, viendo la serie con asiduidad y coleccionando figuras.
El Diablo es mostrado en innumerables ocasiones en un puesto de venta tipo kiosco en el que ofrece cualquier cosa a cambio del alma del cliente, por lo general anunciando en su cartel exactamente lo que es necesario en cada ocasión. Su consumidor más usual es Slick.
- El Diablo posee una habilidad llamada "Bomf" (onomatopeya de explosión), con la que crea un breve estallido de humo desde su dedo que convierte a los seres que toca en caricaturescas versiones demoníacas de sí mismos. Esta capacidad es usada también por Fuchsia y Baby Blue.
- El rol del Diablo tiene un cierto parecido con el de Lucy de Peanuts, lo que es sugerido en alguna ocasión.[28]

### Fuchsia
Fuchsia es una de las dos chicas súcubo al servicio del Diablo. Su nombre, al igual que el de su compañera Baby Blue, no fue revelado hasta adentrada la serie. Las dos trabajan para corromper a los posibles clientes del Diablo, exponiendo su lujuria de formas estereotípicas, tales como practicando sexualidad entre ellas para incitar reacciones lascivas. Al igual que Baby Blue, Fuchsia tiene pequeños cuernos y cola similares a los del Diablo, aunque su esquema principal de color es el fucsia, llevando pelo largo del mismo color y vistiendo también de él. Fuchsia suele llevar un bikini rosa y zapatos de tacón, aunque sin medias a diferencia de BB; en sus interacciones con Criminy suele vestir un sailor fuku rosado.
En cierto punto de la serie, Fuchsia se enamora de Criminy. Inicialmente tímida, Fuchsia comienza a pasar tiempo con él leyendo bajo el árbol, por lo general acurrucada juguetonamente al chico; esto produjo la indignación en Seymour, quien criticó a Fuchsia y eventualmente hirió sus sentimientos, provocando la primera reacción resulta de Criminy. El chico procedió a criticar los sermones despiadados de Seymour y cavó un túnel hasta el infierno para encontrarse con Fuchsia, aunque debiendo huir a causa de la presencia del Diablo.
En la actualidad, Fuchsia es uno de los personajes más evolucionados, ya que a pesar de su naturaleza diabólica solo aparenta ser malvada cuando debe mantener las formas con Baby Blue y el Diablo, continuando con su vida con Criminy por el otro lado.
- Fuchsia es llamada Fyoosh por Baby Blue. Así mismo, le gusta llamar Crimnee a Criminy.
- El tridente que Fuchsia suele usar para torturar las almas del infierno por orden del Diablo tiene vida propia, y recibe el nombre de Forky (un juego de palabras con fork, que significa tenedor en inglés). En uno de sus usuales arranques, suele desplegar alas y cola y actuar como un personaje más, comunicándose con Fuchsia a través de chirridos.

### Baby Blue
Baby Blue es la segunda de los súcubos que sirven al Diablo como reclamo de almas. A diferencia de su compañera Fuchsia, Baby Blue lleva pelo corto y un esquema de color azul claro, llevando un bikini ajustado y zapatos de tacón con medias altas; así mismo, comparte el rasgo diabólico de poseer cuernos y cola. En sus tareas infernales, usa también un traje de oficinista con gafas.
Desde el inicio de Sinfest, Fuchsia y Baby Blue -aún sin nombrar- son vistas practicando sexualidad lésbica entre ellas para desatar la lujuria de personajes masculinos como Slick y otros. Esto parece ser algo más allá de su trabajo, ya que Baby Blue y Fuchsia comparten cama y son vistas en cómicas escenas de amor entre ellas, aunque son descartadas después de que Fuchsia se enamore de Criminy. A pesar de ello, Baby Blue sigue siendo vista en orgías con otras diablesas. Baby Blue es la súcubo más fiel al Diablo, así como la más diligente y capaz. Blue es ostensiblemente adicta al trabajo.
Baby Blue es a la vez de amiga y rival de Monique, ya que Slick suele ser uno de sus blancos para atraer. Ambas suelen discutir y bromear sobre los usos que cada una le da a su sexualidad, aunque a partir de cierto punto Monique comienza a estar en desacuerdo con ella, especialmente después de que Monique atraiga a un millón de hombres al infierno tras vestirse casualmente con la ropa provocativa de Baby Blue y ocupar su puesto de trabajo por un rato, sintiéndose mal por ello y renegando temporalmente de su hábito de gastar bromas sexuales.

### Seymour
Seymour es una representación personificada de las ideas fundamentalistas cristianas y de la mayoría de las doctrinas de la Iglesia católica. Se trata de un personaje con un rostro similar a un smiley que viste una casulla eclesiástica con alzacuellos y un halo de fabricación casera, a veces oculto por una gorra de plato negra con una cruz en la placa. Comúnmente se encuentra rezando, predicando a otros personajes o leyendo silenciosa y concienzudamente la Biblia. La personalidad de Seymour es en sí una parodia del concepto de la fe cristiana, ya que critica incesantemente y con gran contundencia y expresividad a otros personajes por hacer lo que considera mínimamente desviado de su doctrina. Con determinación rayana en el fanatismo, Seymour nunca desiste de sus sermones si la respuesta a éstos es negativa, que siempre lo es. Su presencia es fuente de burlas y/o rechazo por parte de otros personajes, incluso en el caso de Dios, quien se ríe en secreto de la vehemente fe de Seymour. Además, Seymour demuestra trazas de racismo, ya que predica contra el Diablo y los súcubos más por ser personas del infierno que por -supuestemante- ocasionar el mal.
Los coloristas sermones de Seymour suelen contener elementos de la cultura popular en un plan humorístico, tales como alusiones a la Fuerza de Star Wars: como él mismo dice en una ocasión, "Jesús es fuerte en mí". En otra tira, Seymour bebe una bebida energética llamada "Grace" (gracia) y comienza a predicar extáticamente durante horas sobre la paz y el amor, referenciando los valores del movimiento hippy. Seymour es un ávido coleccionista de merchandising cristiano, algo que el Diablo usa a veces para tentarle o distraerle, ofreciéndoles objetos como "un libro del Génesis de edición limitada con cubierta foil y autografiado por Moisés" y otros por el estilo. Por supuesto, esto suele siempre cegarle ante lo que debería ser verdaderamente importante para él: en más de una ocasión permanece ensimismado con un objeto relativo a Jesús mientras el propio Jesús camina silenciosamente a su lado sin que Seymour se dé cuenta. Seymour nunca ha tenido conversaciones directas con Dios, aunque sigue siendo el más religioso de los personajes.
De modo más interno, Seymour ha sido mostrado teniendo conflictos con su propia fe en algunas ocasiones, como cuando fue tentado a desear mal a otros o cuando se sintió desilusionado con el estado del mundo. Sin embargo, como un auténtico fundamentalista, es siempre visto confesando y rezando por el perdón después de estos momentos. Seymour está siempre dispuesto a reconocer sus propios defectos y dudas -si bien solo para sí mismo-, lo que le hace un personaje más simpático que si fuera solo un estereotipo de justicia y rectitud. En un raro momento de ignorar sus prejuicios, Seymour actúa de modo afable con Li'L Evil. Son embargo, cuando se percata de la relación de Fuchsia y Criminy, sus miras fundamentalistas aparejadas con su inherente racismo hacia las personas del infierno le inducen a criticar con dureza a la chica hasta herir sus sentimientos, lo que enfurece al normalmente tranquilo Criminy y le impulsa a hacer ver a Seymour el dolor que sus inacabables predicaciones pueden traer a otros.
- En las primeras tiras, Seymour lleva una cruz en el pecho de su túnica, pero Ishida la retiró porque no le gustaba el estilo.

### Li'l Evil
Inicialmente sin nombre y más tarde referido por los personajes como Li'l Evil (forma coloquial de Little Evil), es un personaje que actúa básicamente como un fan del Diablo. Li'l Evil es un individuo de muy corta estatura, similar a la de Slick, y con un gran parecido físico con el Diablo, poseyendo un peinado a pico como el suyo y cuernos pequeños. Normalmente va ataviado de forma informal, con una camiseta con una gran "E" bordada, aunque a veces aparece con un traje de tres piezas como el del Diablo.
Constantemente intenta imitar a su ídolo en todos los campos posibles, para aburrimiento del Diablo, pero generalmente no tiene éxito debido a, entre otras cosas, aparentemente carecer de los poderes del original. Sus actos de maldad suelen ser de naturaleza mundana y más bien banal, como pequeñas gamberradas o actos de incivismo. En cualquier caso, su naturaleza malvada le trae en frecuente conflicto con su contrapartida Seymour, siendo vistos intercambiando insultos de vez en cuando. También es antagonista de Ezekiel y Ariel, e incluso de Dios, aunque éste no parece tomarlo muy en serio. Li'l Evil es principalmente un personaje cómico, aunque internamente frustrado por su incapacidad de crear auténtico mal. A pesar de su aparente indiferencia hacia él, hay indicios de que el Diablo estima verdaderamente a Li'l Evil, e incluso una viñeta ha sugerido que Evil pueda ser su hijo.
Li'l Evil tiene como mascota un cachorro de perro tricéfalo similar a Cerbero, el perro del Diablo, aunque al igual que el propio Li'l Evil, no resulta tan amenazador como debería, lo que es una causa más del hastío de su dueño. Más tarde usó magia negra para invocar al "Klaatu Barada Nikto Savage Demon Hellhound", lo que por su nombre parecía una mascota más amenazadora y que al final resultó, de nuevo, no serlo tanto.
En cierto punto de la serie, Li'l Evil perdió la memoria tras lavarse la cara con las aguas del Lethe en el transcurso de un intento de robar frutos del Árbol de la Vida. Por ello, Pebbles y Gay Guy le ayudaron a recordarla, aunque sin éxito.

### Pebbles
Pebbles es una chica súcubo, creada por el Diablo al transformar a una chica de provincias a la que estaban observando Slick y Monique. A diferencia de Baby Blue y Fuchsia, Pebbles no forma parte del séquito del Diablo, yendo por libre. Pebbles, cuyo esquema de color es el naranja, parece ser más primitiva que ellas, ya que viste con pieles y tiene una mente menos desarrollada: al principio de sus apariciones se comporta de modo salvaje y un tanto animalesco, aunque al cabo del tiempo adquiere una personalidad infantil más civilizada.

### Ezekiel y Ariel
Ezekiel y Ariel son dos pequeños ángeles al servicio de Dios. Físicamente parecen tener la edad indeterminada de Slick, aunque son descritos como sin edad. Por lo general, suele volar con alas de plumas blancas y vestir túnicas y halos, aunque en otras ocasiones -las que requieren un atavío más mundano- entran en una cabina telefónica para cambiarse al estilo Superman y emergen de ella con trajes arreglados. En estos momentos, Ezekiel y Ariel se dedican a hacer tareas de parroquia o deambular para proselitizar de forma chapucera a incautos, de forma similar a los Testigos de Jehová. Devotos el uno al otro, ambos parecen estar siempre de acuerdo en todo, aunque en raras ocasiones Ezekiel charla con Slick mientras Ariel está ocupada en otros asuntos.
Para encajar con su estatus angélico, Ezekiel y Ariel siempre se comportan perfectamente. A diferencia de las distorsionadas creencias de Seymour, los ángeles son vistos realizando auténticas buenas obras. Perpetuamente alegres y entusiastas, Ezekiel y Ariel no parecen tener mucha personalidad interior, ya que en lo peor que pueden caer es una leve perplejidad. Su única falta de comportamiento es burlarse del Diablo, quien va a veces de caza a por ellos. Sin embargo, en algunos diálogos los ángeles pueden ser bastante perspicaces.
A diferencia de la inflexible ley en la que cree Seymour, Ezekiel y Ariel demuestran un sentido de la justicia más humano. Esto se demostró cuando alabaron a Criminy por su capacidad de amar y su inquebrantable voluntad en la ardua tarea de cavar un pozo hasta el infierno para reencontrarse con Fuchsia, a pesar de la aparente contradicción con las creencias de los ángeles.

### Pooch y Percival
Pooch y Percival son, respectivamente, un perro y un gato. Generalmente aparecen apartados de los demás personajes, con muy pocas excepciones, aunque también pueden ser vistos de fondo en un rol decorativo; interesantemente, Monique tiene sendas versiones de peluche de ellos dos.
En sus apariciones, Pooch y Percy aparecen protagonizando gags humorísticos en torno a la naturaleza de los perros y los gatos, en una visión mucho menos crítica que el resto del humor de Sinfest. Pooch y Percy viven en la misma casa, donde actúan como mascotas de un artista al que llaman "Amo", quien se supone que es Ishida mismo. Por lo general, ambos son vistos comentando sobre el trabajo de su amo, a los pies de una mesa de dibujo, aunque por lo general aparecen solos en la casa.
Pooch es un perro estereotípico: incuestionable adorador de su amo, continuamente en movimiento y con un carácter bastante alegre. De vez en cuando aparece jugando o hablando con una pelota, a la que llama "Bally" y con la que Percival juega también cuando Pooch no está presente. Uno de sus mayores entretenimientos es revolver las hojas caídas del jardín de la casa.
Por su parte, Percival es otro estereotipo: se muestra como un gato típicamente cínico, desdeñoso, solitario y desconfiado, todo ello especialmente hacia Pooch, aunque como mera fachada, ya que en realidad el perro es alguien muy importante para él. A veces demuestra sin intención afecto hacia Pooch, pero siempre intenta ocultarlo; del mismo modo, no suele comportarse como es excepto cuando cree que no está siendo visto. Percival posee un ovillo de hilo llamado "Yarny" con el que practica dando zarpazos, lo que le hace pensar que es un feroz cazador, aunque es incapaz de cazar pájaros, contentándose con moscas. Cada vez que su ovillo se desenrolla, Percy suele hacerse un lío con el hilo, permaneciendo atrapado en él. Según algunas ocasiones, Percival tiene una compañera, una gata llamada Sophie a la que conoció en, en sus palabras, "llamada de la naturaleza".
Se deja ver que Pooch y Percival no hablan realmente el lenguaje humano, incluso aunque su amo es capaz de entenderlos y viceversa.
- Pooch y Percival fueron inicialmente dibujados con más antropomorfismo, usando sus patas como manos, pero con el progreso de la serie perdieron este rasgo.

### El Amo
El Amo de Pooch y Percival es una caricatura del propio Tatsuya Ishida. Al igual que él, trabaja como dibujante, y es visto realizando viñetas mientras Pooch y Percival actúan como sus "distracciones". En general, Ishida no tiene mucha importancia en la serie, y sus apariciones suelen limitarse a pequeños segmentos en los que se queja de su vida diaria.
Aunque nunca se dice expresamente su nombre, su identidad es sugerida constantemente, como cuando viste una camiseta con los kanjis 石田 (Ishida).

### El Dragón
El Dragón es una representación de las religiones asiáticas. Sus apariciones son muy raras, en comparación con otros personajes, algo que quizá sea debido al carácter abstracto de sí mismo. Equivalente a Dios, ambos aparecen compitiendo o incluso luchando entre sí en algunas ocasiones, pero en un plan amistoso. Al igual que los dragones de la mitología asiática, puede controlar el clima.
La personalidad del dragón suele ser muy poco expresiva, mostrando pocas emociones; sin embargo, en sus raros momentos de extroversión parece alternar entre la afabilidad y el sarcasmo, sea quien sea su interlocutor. Su aspecto físico cambia también con su humor, ya que cuando se enfurece aparece dibujado con un incrementado y amenazador realismo.

### Jesús
Jesús posee apariciones en Sinfest como un personaje ocasional, aunque más común según se adentra la serie. Es representado como una suerte de héroe de acción omnipotente, enfrentándose al Diablo o a la Muerte en luchas que parodian cómics y películas, como Masters del Universo o La Jungla de Cristal. Por lo general, ningún personaje concede importancia a su presencia, ni siquiera Seymour, y su papel es el del hijo de Dios en el sentido más literal, mostrando una relación paternofilial con él bastante típica. En sus ratos libres, Jesús aparece pasando tiempo con Buda.

### Buda
Buda aparece en Sinfest como el representante de un punto de vista alternativo a los personajes judeocristianos. Comenzó a aparecer adentrado 2006, haciendo desde entonces apariciones muy pasivas y casuales: raramente habla, y cuando es necesario comunicarse de forma mundana recurre al lenguaje de signos. Aparece caracterizado como una representación joven y delgada de Buda que se desplaza levitando sobre una nube, observando a otros personajes y muy ocasionalmente interactuando con ellos; a veces es visto abstraído mientras escucha un iPod con auriculares. Su relación con otros personajes puede calificarse de amistosa pero distante; Jesús es quizá el más cercano a él, ya que ambos aparecen a veces descansando bajo un árbol, y el Dragón también parece conocerle, siendo otro icono de las creencias asiáticas.
En ocasiones, Buda suele tomar el rol de un tercero en la dualidad de Dios y el Diablo, llegando al punto de intervenir en una discusión entre ambos. Siempre que divisa un agujero hasta el infierno en el terreno, Buda hace descender su nube hasta él y hace que llueva sobre las almas condenadas para aliviar su ardiente tortura; esto no gusta al Diablo, pero éste no parece ser capaz de importunar a Buda.
- Buda tiene la habilidad de realizar el "Zenzap", con la que otorga paz interior y bodhi a los personajes a los que toca. Esta técnica también tiene el efecto de revertir los efectos del "Bomf" del Diablo y sus adláteres, aunque esto es mostrado muy pocas veces.
- En las últimas tiras, Buda aparece también levitando sobre una flor de loto, en lugar de su habitual nube.

### Gay Guy
Gay Guy es un extravagante personaje homosexual que aparece cuando algún personaje cuestiona su sexualidad. Contrariamente a lo que su presencia genera en algunos personajes -especialmente en los marcados por los prejuicios, como Seymour- Gay Guy es un individuo notablemente amable y solícito, siempre intentando ayudar al resto.
- Al igual que el "Bomf" del Diablo, Gay Guy cuenta con una habilidad de transformación llamada "Bam", con la que transforma su entorno y a todos los que en él se hallan en una estrambótica fiesta psicodélica.[56]

### La Muerte
La Muerte es personificada como un esqueleto vistiendo túnica negra y llevando una guadaña la cual es bastante versátil pudiendo se usada como herramienta de corte o también como un rifle, inicialmente aparece como un asesino por encargo quien recibe objetivos a los cuales eliminar, a partir del año 2008, cada año al final del mes de diciembre busca y elimina a un anciano que personifica el año que termina, mientras que esto inicio en el 2008 como única viñeta cada año este evento cobra más complejidad integrándose a la trama y siempre coincidiendo con la llegada del año nuevo, responde al nombre de Grim (el año 2009 , el año viejo la llama así : "Puedes dejarme ir Grim? por los viejos tiempos?"), como dato curioso el 2008 el año viejo muere de un disparo realizado usando la guadaña como Fusil, en los siguientes años cada vez que la muerte acaba con el año viejo su muerte se ve como una explosión de fuegos artificiales